# Carl Emil Schorske
Carl Emil Schorske (Nueva York, Estados Unidos; 15 de marzo de 1915 - 13 de septiembre de 2015) fue un historiador cultural estadounidense, profesor emérito de la Universidad de Princeton. Fue muy divulgado a raíz de que, en 1981, ganase el premio Pulitzer de ensayo por su libro Fin-de-Siècle Vienna: Politics and Culture. Sus investigaciones prosiguieron tras su jubilación. Ha sido muy premiado en Estados Unidos y también en Austria; de hecho, en 2012 fue nombrado ciudadano honorífico de Viena.

## Trayectoria
Su padre, neoyorquino y banquero (al tiempo que de ideas socialistas), era hijo de un fabricante de puros nacido en Alemania. La madre de Schorske era, por su parte, judía; de modo que el futuro estudioso tuvo que luchar contra los recelos ante sus raíces alemanas paternas y ante sus orígenes maternos (pues en algunas universidades de su país pesaba el antisemitismo).
Estudió en la Universidad de Columbia, de donde salió licenciado en 1936, y a continuación se doctoró en Harvard. Su antibelicismo inicial se transformó en antifascismo; así que en la Guerra Mundial sirvió al servicio de espionaje en el oeste europeo (como miembro del Office of Strategic Services.
En 1946 quedó liberado ya del servicio y pudo regresar a la vida académica y a sus estudios. Enseñó casi tres lustros en la Universidad de Wesleyan, en los años 1950. Luego estuvo en la Universidad de California, en Berkeley, durante los años 1960, donde trató con Norman O. Brown y Herbert Marcuse. Finalmente, ejerció su docencia en la Universidad de Princeton University, en los años 1970, hasta su retiro a comienzos de los años 1980.
Su primer libro, German Social Democracy, describía la ruptura del partido socialdemócrata alemán en dos facciones, una reformista y otra revolucionaria, entre 1905 y 1917. Luego estudiaría la evolución del mundo germánico.
Su Fin-de-Siècle Vienna: Politics and Culture (1980), fue muy aclamado y traducido a varias lenguas; hoy se considera que es una obra maestra sobre el período vienés más brillante. La lectura de Freud, sugerida por Norman O. Brown, había sido decisiva para su formación (trató entre otros a Lionel Trilling y a Jacques Barzun). Los estudios sobre Klimt, Schiele, Mahler, Mach, o los arquitectos vieneses completaron su visión cultural conjunta de Austria en vísperas de su eclipse.
En 1998 Schorske publicó Thinking with History: Explorations in the Passage to Modernism, recopilación de ensayos, muy escogida y brillante, sobre historia cultural del siglo XIX y, a continuación, sobre historia intelectual vienesa en su época favorita. El autor pone de manifiesto el lugar cambiante que ha ocupado la historia en las culturas de los siglos XIX y XX, a través de problemas y de personajes concretos, sean la pintura, la arquitectura o la música, sean Freud, Klimt, Otto Wagner o Loos. Asimismo debate los rumbos de la historia, recordando posiciones de Hayden White, Michel Foucault, François Hartog o Rosalind Krauss.

## Obra selecta
- German Social Democracy, 1905-1917, Harvard University Press, 1955
- Fin-de-Siècle Vienna: Politics and Culture, 1980, traducciones: Fin de siglo, Barcelona, Gustavo Gili, 1981; La Viena de fin de siglo: política y cultura, Buenos Aires, Siglo XXI, 2011
- "De la scene publique à l'espace privé", en Jean Clair (dir.), Vienne, 1880-1938. L'apocapylse joyeuse, París, Centre G. Pompidou, 1986, pp. 72-81; luego, recogido en Thinking with History
- Budapest and New-York: Studies in Metropolitan Transformation, 1870-1930, Russell Sage Foundation, coeditor con Thomas Bender, 1994
- American Academic Culture in Transformation. Fifty Years, Four Disciplines, Princeton; coeditor con Thomas Bender, y prefacio de Stephen R. Graubard 1997
- Thinking with History: Explorations in the Passage to Modernism, Princeton University Press, 1998, traducción: Pensar con la historia, Taurus, 2001

## Reconocimientos
- 1981: Premio Pulitzer de ensayo.
- 1981: MacArthur Fellow.
- 1985: Premio del periodismo de la ciudad de Viena.
- 1996: Medalla de plata de la República de Austria[6]
- 2004: Premio Ludwig Wittgenstein de la Asociación austríaca de investigación (Österreichische Forschungsgemeinschaft).[7]
- Miembro de la Academia Austriaca de Ciencias.
- Miembro de honor de la Real Academia Holandesa de Artes.
- 2007: Victor-Eagle State, Premio de Historia de los movimientos sociales.
- Ciudadano honorífico de Viena desde el 25 de abril de 2012.